# Encyclia auyantepuiensis
Encyclia auyantepuiensis là một loài thực vật có hoa trong họ Lan. Loài này được Carnevali & I.Ramírez mô tả khoa học đầu tiên năm 1994.